# Pianezza
Pianezza is een gemeente in de Italiaanse provincie Turijn (regio Piëmont) en telt 11.727 inwoners (31-12-2004). De oppervlakte bedraagt 16,5 km², de bevolkingsdichtheid is 711 inwoners per km².

## Demografie
Pianezza telt ongeveer 4230 huishoudens. Het aantal inwoners daalde in de periode 1991-2001 met 1,6% volgens cijfers uit de tienjaarlijkse volkstellingen van ISTAT.
| Jaar | Inwoneraantal |
| ---- | ------------- |
| 1991 | 11.416        |
| 2001 | 11.236        |

## Geografie
De gemeente ligt op ongeveer 365 m boven zeeniveau.
Pianezza grenst aan de volgende gemeenten: Alpignano, San Gillio, Collegno, Druento, Venaria Reale, San Gillio, Alpignano, Collegno, Rivoli.